# Пространство Смит
В функциональном анализе и связанных областях математики пространством Смит называется полное локально выпуклое k-пространство {\displaystyle X}, обладающее компактом {\displaystyle K}, поглощающим любое другое компактное множество {\displaystyle T\subseteq X} (то есть {\displaystyle T\subseteq \lambda K} для некоторого {\displaystyle \lambda >0}).
Пространства Смит названы в честь М. Ф. Смит, впервые описавшей их как двойственные к банаховым пространствам в некоторых вариантах теории двойственности для топологических векторных пространств. Все пространства Смит стереотипны и находятся в отношении стереотипной двойственности с банаховыми пространствами:
- для любого банахова пространства {\displaystyle X} его стереотипно сопряженное пространство {\displaystyle X^{\star }} является пространством Смит,

- и наоборот, для любого пространства Смит {\displaystyle X} его стереотипно сопряженное пространство {\displaystyle X^{\star }} является банаховым пространством.